# Редлін
Редлін (пол. Redlin) — село в Польщі, у гміні Висьмежиці Білобжезького повіту Мазовецького воєводства.
Населення — 131 особа (2011).
У 1975-1998 роках село належало до Радомського воєводства.

## Демографія
Демографічна структура станом на 31 березня 2011 року:
|          | Загалом | Допрацездатний вік | Працездатний вік | Постпрацездатний вік |
| -------- | ------- | ------------------ | ---------------- | -------------------- |
| Чоловіки | 66      | 22                 | 39               | 5                    |
| Жінки    | 65      | 17                 | 39               | 9                    |
| Разом    | 131     | 39                 | 78               | 14                   |